# 낮과 밤이 다른 그녀
《낮과 밤이 다른 그녀》는 2024년 6월 15일부터 2024년 8월 4일까지 방송했던 JTBC 토일 드라마였다.

## 프로그램 소개
낮(50대)과 밤(20대)이 달라지게 된 취업 준비생인 여자 주인공과 검사인 남자 주인공이 엮이는 내용의 로맨틱 코미디

## 제작진

### 제작사
- SLL
- 삼화네트웍스

### 제작
- 안제현
- 신상윤

### 극본
- 박지하 : SBS 금토 드라마 《굿캐스팅》(집필) 집필

### 연출
- 이형민 : KBS 2TV 월화 드라마 《미안하다, 사랑한다》(연출), JTBC 금토 드라마 《힘쎈여자 도봉순》(연출), MBN 월화 드라마 《나의 위험한 아내》(연출), MBC 토일 드라마 《지금부터, 쇼타임!》(연출) 연출
- 최선민

## 등장 인물

### 주요 인물
- 이정은: 임순(50대 초·중반) , 이미진역 - 미진의 이모 이름으로 취직한 시니어 인턴
- 정은지: 이미진 (28세) 역 - 학주와 청의 딸, 순의 조카. 공시생.
- 최진혁: 계지웅 (35세) 역 - 서한지청 형사3부 마약수사 검사
- 백서후: 고원 (28세) 역 - 서한지청 사회복무요원, 대한민국 탑 아이돌 그룹인 킹랜드의 메인보컬이자 작사, 작곡까지 담당하는 만능 엔터테이너.

### 서한지방검찰청
- 윤병희: 주병덕 (40대) 역 - 서한지청 수사관
- 문예원: 탁천희 (36세) 역 - 서한지청 형사3부 수사검사. 계지웅 검사와 대학 동문이자 로스쿨 출신 검사
- 김광식: 차재성 (50대) 역 - 서한지청 차장검사
- 김미란: 우연 (30대) 역 - 민원실 담당. 시니어 인턴 담당관

### 시니 어벤져스
- 최무인: 서말태 (60대) 역 - 정년퇴직한 경찰
- 김재록: 금광석 (60대) 역 -
- 배해선: 나옥희 (60대) / 공기철 역
- 최범호: 고나흔 (60대) 역 - 전직 군인
- 정재성: 백철규 (60대) 역 - 고나흔 인턴의 후임. 잘나가던 외과의였다.

### 도가빌
- 김아영: 도가영 (28세) 역 - 뷰티 너튜버, 미진의 절친.
- 정영주: 임청 (60대) 역 - 정육점 여주인, 미진의 친모. 순의 친언니. 학찬의 아내.
- 정석용: 이학찬 (60대) 역 - 정육점 배달, 청의 남편. 미진의 친부. 순의 형부.
- 안상우: 도편강 (60대) 역 - 부동산 중개인, 가영의 친부. 도가빌 건물주이자 부동산 중개인.

### 기타 인물
- 미상: 지동건 역 - 염산 테러범
- 이정열 : 노 형사 역
- 정수교 : 권 형사 역
- 김학수: 취객 역
- 민채은: 계지웅의 엄마 역
- 주승도: 교도관 역
- 미상: 고원의 매니저 역
- 미상: 게임 파트너 역
- 미상: 마약 패치 유통한 배달원 역
- 미상: 사라진 이모를 기억하는 사람 역
- 미상: 부장 검사 역
- 백소미[1] : 임순 역

### 특별출연
- 전상협: 사기꾼 역 (1회)
- 김가희: 마약 패치 유통한 배달원의 여자 친구 역 (7회)
- 서남용: 자연인 역 (10회)
- 윤박: 동료 검사 역 (16회)

## 시청률
최저 시청률과 최고 시청률은 시청률 조사회사와 지역별로 시청률에 차이가 있을 수 있습니다.
| 2024년 | 2024년   | 2024년            | 2024년            | 2024년 |
| 회차   | 방송일   | 닐슨코리아 시청률 | 닐슨코리아 시청률 |        |
| 회차   | 방송일   | 대한민국(전국)    | 서울(수도권)      |        |
| ------ | -------- | ----------------- | ----------------- | ------ |
| 제1회  | 6월 15일 | 3.998%            | 4.600%            |        |
| 제2회  | 6월 16일 | 3.602%            | 3.783%            |        |
| 제3회  | 6월 22일 | 4.457%            | 4.916%            |        |
| 제4회  | 6월 23일 | 6.037%            | 6.338%            |        |
| 제5회  | 6월 29일 | 6.154%            | 6.873%            |        |
| 제6회  | 6월 30일 | 7.666%            | 8.218%            |        |
| 제7회  | 7월 6일  | 5.719%            | 6.157%            |        |
| 제8회  | 7월 7일  | 8.391%            | 9.056%            |        |
| 제9회  | 7월 13일 | 7.473%            | 7.397%            |        |
| 제10회 | 7월 14일 | 8.376%            | 8.693%            |        |
| 제11회 | 7월 20일 | 7.101%            | 6.729%            |        |
| 제12회 | 7월 21일 | 9.368%            | 9.423%            |        |
| 제13회 | 7월 27일 | 7.943%            | 8.137%            |        |
| 제14회 | 7월 28일 | 8.287%            | 8.277%            |        |
| 제15회 | 8월 3일  | 8.707%            | 8.618%            |        |
| 제16회 | 8월 4일  | 11.744%           | 12.092%           |        |

## 수상 목록
- 2024년 제10회 에이판 스타 어워즈 여자 연기상 (정영주)

## 기타
- 청주 소재 충청북도청(극중 서한지방검찰청) 인근을 주요 무대로 촬영했다. 외에도 지웰시티 등 청주 일대에서 촬영을 한 것으로 보인다.

## 같이 보기
- 대한민국의 텔레비전 드라마 목록 (ㄴ)
- 2024년 대한민국의 텔레비전 드라마 목록